# Az-Zahir Ghazi

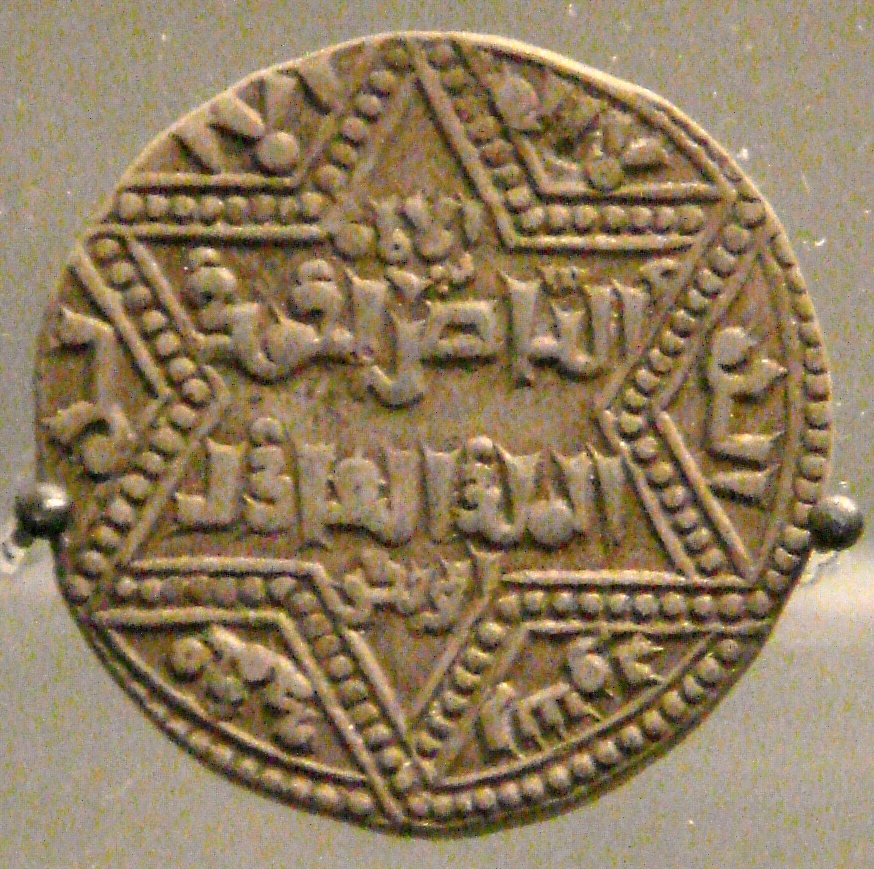
Münze az-Zahir Ghazis aus dem Jahre 1204, auf welcher der Abbasidenkalif (al-Imam) an-Nasir Ahmad und das Ayyubiden-Oberhaupt al-Malik al-Adil Abu Bakr genannt werden (um den Stern herum steht die Schahada)

Al-Malik az-Zahir Ghazi ibn Salah ad-Din (arabisch الملك الظاهر غازي بن صلاح الدين, DMG al-Malik aẓ-Ẓāhir Ġāzī b. Salāḥ ad-Dīn; * 1172; † 8. Oktober 1216) aus der Dynastie der Ayyubiden war ab 1186 der Gouverneur und später, von 1193 bis 1216, eigenständiger Herrscher von Aleppo. Er war der dritte Sohn Saladins.
1186 wurde az-Zahir im Alter von 15 Jahren von seinem Vater Saladin als Gouverneur von Aleppo und der umliegenden Gebiete eingesetzt. Dieses Gebiet war erst 1183 den Zengiden abgenommen worden. Gleichzeitig wurden seine beiden Brüder als Gouverneure in Damaskus (al-Afdal) und Kairo (al-Aziz) eingesetzt. In Obermesopotamien wurde Saladins Bruder al-Adil eingesetzt, der az-Zahirs Vorgänger als Gouverneur von Aleppo war.
Nach dem Tod seines Vaters 1193 musste az-Zahir als jüngerer Bruder seinem ältesten Bruder al-Afdal in Damaskus die Treue schwören. Doch er weigerte sich und betrieb eine eigenständige Politik. Im gleichen Jahr hatte er mit einem Aufstand des Zengiden Izz ad-Din Mas'ud I. aus Mosul zu tun, den az-Zahir zusammen mit seinem Onkel al-Adil schnell niederschlug.
1194 musste al-Afdal seinem Bruder az-Zahir die Städte Latakia und Dschabla überlassen sowie Judäa an al-Aziz abtreten. 1196 wurde al-Afdal dann von al-Adil gestürzt und ins Exil geschickt. Im Oktober 1197 drohten die Kreuzfahrer, die Häfen der Städte Latakia und Dschabla einzunehmen. Kurz vorher hatte der Kreuzzug Heinrichs VI. Beirut für König Amalrich II. von Jerusalem eingenommen. Az-Zahir ließ daraufhin die Häfen der Städte zerstören. Als Bohemund III. von Antiochia Latakia eroberte, war die Stadt für ihn von keinem Vorteil mehr und er zog sich zurück. Az-Zahir kehrte daraufhin nach Latakia zurück und ließ die Festung neu aufbauen.
Während seiner Herrschaft in Aleppo behielt er viele Ratgeber seines Vaters. Er ernannte Baha ad-Din ibn Schaddad zum Qādī für Aleppo und brachte den unorthodoxen Mystiker Schahab ad-Din Yahya Suhrawardi an seinen Hof, wurde dann aber durch die orthodoxen Ulama dazu gezwungen, Suhrawardi 1191 einzukerkern.
Als al-Aziz 1198 in Ägypten starb, folgte ihm sein zwölfjähriger Sohn Malik al-Mansur auf den Thron. Die Minister des verstorbenen Herrschers holten jedoch aus Angst vor einem Eingreifen al-Adils den exilierten al-Afdal zurück und ließen ihn im Namen seines Neffen regieren. Anfang 1199 verbündeten sich die Brüder az-Zahir und al-Afdal und mehrere andere ayyubidische Prinzen gegen ihren Onkel al-Adil, der gerade im Norden gegen die Artuqiden gezogen war. Gemeinsam belagerten sie Damaskus. Doch als sich die Belagerung über Monate hinzog, verloren az-Zahir und andere das Interesse und zogen ihre Truppen zurück. Al-Adil rächte sich und riss Ägypten und den größten Teil von az-Zahirs Gebiet an sich. Az-Zahir blieb nur Aleppo und das Umland und er musste sich der Oberhoheit seines Onkels beugen. In seinen letzten Jahre hatte az-Zahir mehrere Scharmützel mit den Kreuzfahrern und unterstützte mit seinen Truppen andere ayyubidische Fürsten. 1206 unterlag er in der Schlacht von Amq König Leo I. von Kleinarmenien, woraus dieser aber keinen dauerhaften Vorteil ziehen konnte. 1207 griffen Kreuzfahrer die Stadt Homs an und belagerten sie. Der ayyubidische Emir von Homs namens Mudschadid Schirkuh II. rief az-Zahir zu Hilfe und zusammen durchbrachen sie die Belagerung.
Als az-Zahir 1216 starb, hinterließ er mindestens zwei Söhne, die beide noch minderjährig waren. Den jüngeren, al-Aziz Muhammad (* 1213; † 1236), hatte er kurz vor seinem Tod zu seinem Nachfolger ernannt. Während dessen Minderjährigkeit führte der Eunuch Toghril für ihn die Regentschaft. Den älteren Sohn, as-Salih Salah ad-Din Ahmad (* 1203), belehnte Toghril 1222 mit den Burgen Soghr und Becas.